# Assia Noris
Assia Noris (Anastasia Noris Von Gerzfeld, 16 de febrero de 1912 – 27 de enero de 1998) fue una actriz de cine nacida en Rusia y nacionalizada italiana. 
Participó en cerca de 35 películas entre 1932 y 1965. Protagonizó películas como L' Uomo che sorride de Mario Mattoli en 1936 e Il signor Max un año después. Realizó una gran cantidad de apariciones junto al actor Vittorio De Sica.

## Filmografía seleccionada
- Three Lucky Fools (1933)
- Those Two (1935)
- L' Uomo che sorride (1936)
- I'll Give a Million (1936)
- A Woman Between Two Worlds (1936)
- Il signor Max (1937)
- The Make Believe Pirates (1937)
- Department Store (1939)
- Dora Nelson (1939)
- Honeymoon (1941)
- Love Story (1942)
- A Pistol Shot (1942)
- Le voyageur de la Toussaint (1943)
- Captain Fracasse (1943)
- What a Distinguished Family (1945)
- The Ten Commandments (1945)